# 布鲁图斯家族
布鲁图斯家族（拉丁語：Bruti）是古羅馬尤尼烏斯氏族中的一個家族。「Bruti」是「Brutus」的複數形式。其呼格為「Brute」。「Brute」這種稱呼，以莎士比亞戲劇中凱撒的臺詞「Et tu, Brute?」而為世人所熟知。
布魯圖斯家族的知名成員有：
- 卢基乌斯·尤尼乌斯·布鲁图，罗马共和国的建立者与第一任执政官，他的兒子有：
  - 提比里乌斯·尤尼乌斯·布鲁图
  - 提图斯·尤尼乌斯·布鲁图
- 德西默斯·尤尼乌斯·布鲁图·阿尔比努斯，罗马共和国晚期的政治人物。
- 马尔库斯·尤尼乌斯·布鲁图，罗马共和国晚期的政治人物，行刺凱撒的主謀。